# Play (czasopismo)
Play – czasopismo komputerowe zajmujące się grami komputerowymi, ukazujące się w latach 2000-2012. Z początku poświęcone było rynkowi gier na komputerowych i konsolowych, w 2002 roku porzucono tematykę konsol. 
Pismo zawierało informacje o niewydanych grach w dziale „Rzut okiem” i recenzje w dziale „Testy”. W dziale „Intro” pojawiały się komentarze dotyczące wydarzeń branżowych i publikowano wywiady z twórcami. W dziale „Raport” redakcja przyglądała się aktualnym trendom w świecie gier. Rozbudowany dział „Retro” to miejsce, w którym pojawiał się przegląd najciekawszych reedycji gier dostępnych w sklepach i teksty okolicznościowe. Do każdego numeru pisma dołączana była płyta DVD z pełnymi wersjami gier. Zespół redakcyjny tworzyli: Michał Adamczak (redaktor), Rafał Belke, Paweł Chmielowiec, Artur Falkowski, Karol Kalinowski, Marcin Kosman, Bartłomiej Kossakowski (red. naczelny), Jakub Kowalski, Adam Kozłowski, Rafał Kurpiewski, Anita Lerke (grafik), Dariusz Michalski, Krzysztof Ogrodnik, Wojciech Setlak (sekretarz redakcji), Barnaba Siegel, Marta Stanisławczyk (grafik), Michał Śledziński, Tadeusz Zieliński.
ZKDP podawał średnią sprzedaż egzemplarzową wynoszącą 31 236. Czytelnictwo według organizacji "Polskie Badania Czytelnictwa" oscylowało na poziomie 1,40% populacji.

## Nakład
Rozpowszechnianie płatne (kolor zielony), średni nakład jednorazowy (kolor zielony + niebieski).